# Allonzo Trier
Allonzo Brian Trier (nascido em 17 de janeiro de 1996) é um jogador de basquete profissional americano que joga no New York Knicks da National Basketball Association (NBA).
Ele jogou basquete universitário na Universidade do Arizona. Em seu segundo ano, ele foi eleito o melhor do Torneio da Pac-12.

## Carreira no ensino médio

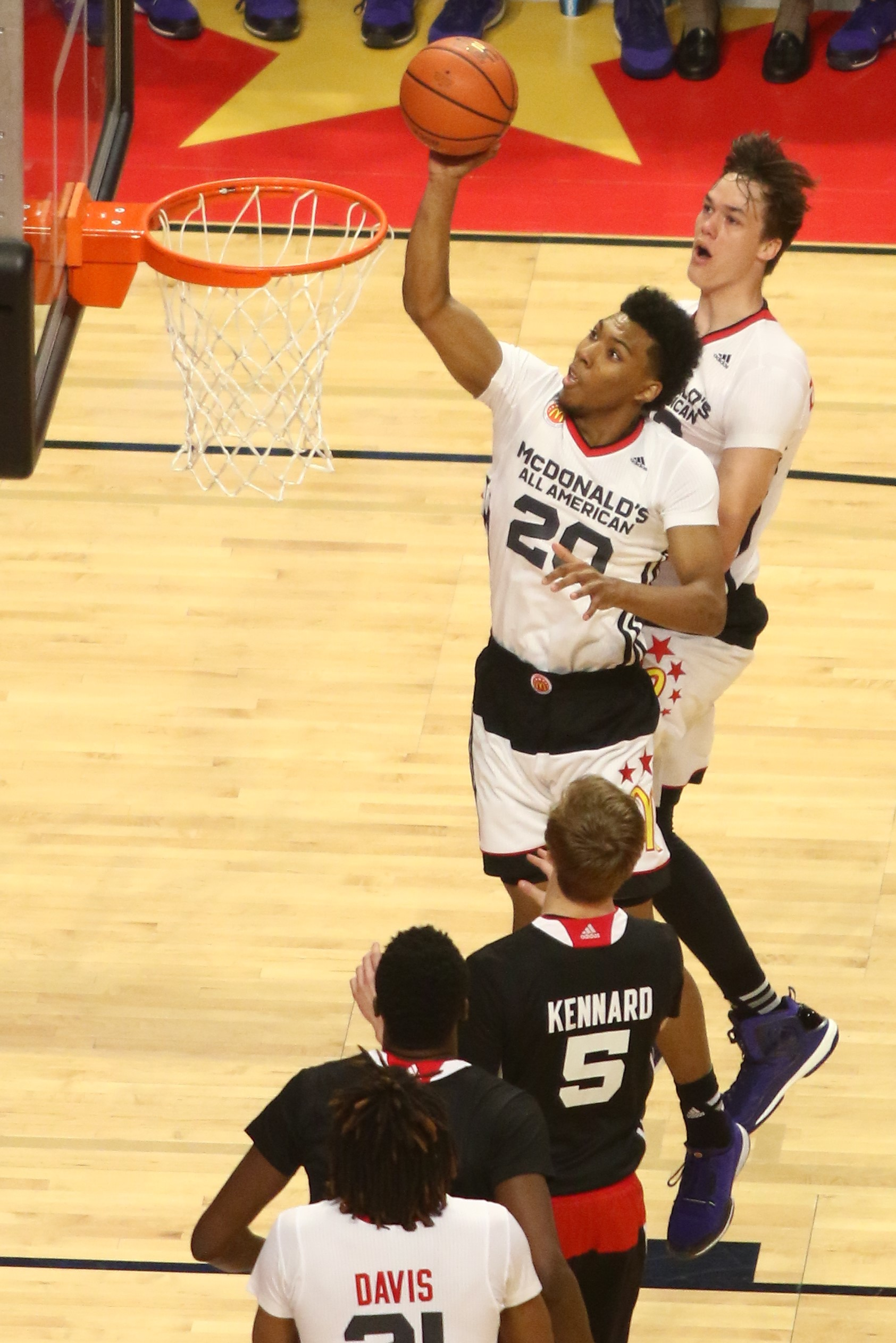
Trier no All-American Boys Game McDonald's de 2015

Trier frequentou a Montrose Christian School em seu primeiro ano, transferindo-se da Oklahoma City Storm e Tulsa NOAH (Associação de Escolas do Nordeste de Oklahoma). Ele teve uma média de 25,5 pontos, 4,0 rebotes, 2,8 assistências. e 2,1 roubos de bola por jogo para levar Montrose a um recorde de 20-5 e o título da Divisão I da Associação Atlética das Escolas Cristãs Nacionais. Ele foi nomeado o Jogador do Ano Gatorade em 2014 e foi selecionado para o Primeiro-Time do Washington Post All-Met, elevando suas credenciais de recrutamento.
Em seu último ano, Trier foi transferido para a Findlay Prep em Henderson, Nevada. Ele teve uma média de 26,6 pontos e 5,4 rebotes por jogo em Findlay, sendo nomeado para a Segunda-Equipe pela USA Today. Jogando para a equipe West no All-American Boys Game McDonald's de 2015, Trier liderou sua equipe na pontuação com 17 pontos. No Jordan Brand Classic, ele marcou 28 pontos e foi nomeado co-MVP.
Trier se comprometeu a jogar no Arizona durante uma visita oficial devido ao seu bom relacionamento com o técnico Sean Miller.
| Nome | Cidade natal                                             | Escola       | Altura | Peso  | Data                |
| --- | -------------------------------------------------------- | ------------ | ------ | ----- | ------------------- |
| Allonzo Trier SG | Seattle, WA                                              | Findlay Prep | 1,93 m | 86 kg | 3 de agosto de 2014 |
| Allonzo Trier SG | Recrutamento : Scout.com : Rivais : 247Esportes : ESPN : |              |        |       |                     |
| - Nota : Em muitos casos, Scout, Rivals, 247Sports e ESPN podem entrar em conflito em suas listas de altura e peso, nestes casos, a média foi obtida. As notas da ESPN estão em uma escala de 100 pontos. |                                                          |              |        |       |                     |

## Carreira universitária

### Temporada de calouro
Em uma vitória por 85-72 sobre Fresno State 10 de dezembro de 2015, Trier marcou 27 pontos. Ele teve uma média de 14,8 pontos por jogo em sua primeira temporada, mas perdeu sete jogos devido a uma lesão na mão.
Em 4 de abril de 2016, ele anunciou que voltaria para sua segunda temporada.

### Segunda temporada
Trier foi suspenso indefinidamente por testar positivo no teste de drogas; Ele esteve envolvido em um acidente de carro e recebeu uma droga. Depois que a NCAA revisou os documentos médicos, Trier foi autorizado a retornar.
Em 20 de janeiro de 2017, foi anunciado que Trier voltaria a jogar contra UCLA depois de 19 jogos fora.
Em seu segundo ano, ele foi selecionado para o Segundo-Time da Pac-12 e foi eleito o jogador mais destacado do Torneio da Pac-12.

### Terceira temporada
Em 22 de fevereiro de 2018, ele foi considerado inelegível pela NCAA após testar positivo para uma substância proibida. Segundo a Universidade do Arizona, era um remanescente da mesma substância que ele foi banido por um ano antes.
Após a derrota de Arizona no Torneio da NCAA em 2018, Trier anunciou sua intenção de renunciar à sua última temporada de elegibilidade e se declarar para o Draft de 2018.

## Carreira profissional

### New York Knicks (2018 – presente)
Depois de não ser selecionado no Draft de 2018, Trier assinou com o New York Knicks da National Basketball Association (NBA) em um contrato de duas vias com o afiliado dos Knicks na G League, Westchester Knicks. Sob os termos desse acordo, Trier dividiria o tempo entre Nova York e Westchester.
Em sua estreia na NBA em 17 de outubro de 2018, Trier registrou 15 pontos, quatro rebotes e dois bloqueios em uma vitória por 126-107 sobre o Atlanta Hawks. Em 23 de novembro, Trier marcou 25 pontos em uma vitória por 114-109 sobre o New Orleans Pelicans. Em 27 de novembro, ele teve seu primeiro duplo-duplo com 24 pontos e 10 rebotes em uma derrota para o Detroit Pistons.
Em 13 de dezembro, Trier assinou um contrato padrão da NBA com os Knicks, tornando-se o primeiro jogador de duas vias a assinar um contrato garantido da NBA nos dois primeiros meses da temporada.
Em 23 de janeiro de 2019, Trier teve seu segundo triplo-duplo marcando 31 pontos e pegando 10 rebotes em uma derrota por 114-110 para o Houston Rockets.

## Carreira na seleção
Ele jogou no Copa América Sub-18 em 2014, ganhando a medalha de ouro. Ele marcou 9 pontos na final. Em cinco jogos, ele teve uma média de 12,6 pontos e 1,0 rebotes por jogo.
Trier competiu no Campeonato Mundial de Basquetebol Sub-19 em 2015, ganhando a medalha de ouro. Ele teve médias de 8,7 pontos e 1,5 rebotes por jogo.

## Vida pessoal
Trier nasceu em Seattle, Washington, filho de Marcie Trier e um pai que ele nunca conheceu. Quando ele estava na sexta série, ele foi diagnosticado com dislexia. Em 2009, Trier apareceu no New York Times por sua capacidade e as freqüentes viagens para eventos da AAU.

## Estatísticas

### NBA

#### Temporada regular
| Ano      | Equipe   | PJ | MPJ  | AP   | 3P  | LL    | RT  | AS  | BR | TO | PPJ  |
| -------- | -------- | -- | ---- | ---- | --- | ----- | --- | --- | -- | -- | ---- |
| 2018-19  | New York | 64 | 22,8 | .448 | 394 | , 803 | 3,1 | 1,9 | .4 | 2  | 10,9 |
| Carreira | Carreira | 64 | 22,8 | .448 | 394 | , 803 | 3,1 | 1,9 | .4 | 2  | 10,9 |

### Faculdade
| Ano      | Equipe   | PJ | MPJ  | AP    | 3P    | LL    | RT  | AS  | BR | TO | PPJ  |
| -------- | -------- | -- | ---- | ----- | ----- | ----- | --- | --- | -- | -- | ---- |
| 2015–16  | Arizona  | 27 | 28,0 | .466  | .364  | , 793 | 3.3 | 1,1 | .5 | 2  | 14,8 |
| 2016–17  | Arizona  | 18 | 31,9 | .460  | .391  | .810  | 5,3 | 2,7 | .4 | .1 | 17,2 |
| 2017–18  | Arizona  | 33 | 34,1 | , 500 | , 380 | .865  | 3,0 | 3,2 | .6 | .3 | 18,1 |
| Carreira | Carreira | 78 | 31,5 | 479   | , 378 | .827  | 3,7 | 2,4 | .5 | 2  | 16,8 |

## Prêmios e homenagens
- Primeira-Equipe All-Pac-12 (2018)
- Segunda-Equipe All-Pac-12 (2017)
- MOP do Torneio da Pac-12 (2017)
- MVP do Jordan Brand Classic (2015)